# Santa Elena molnskogsreservat

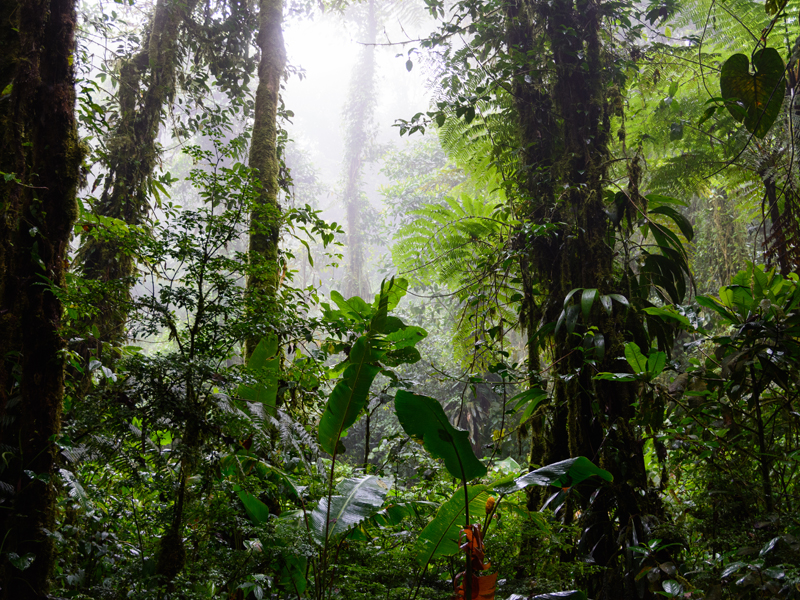
Santa Elena regnskogsreservat

Santa Elena molnskogsreservat är ett lokaladministrerat reservat i provinsen Puntarenas i Costa Rica. Reservatet, som är under beskydd av Arenals Vulkannationalpark, är 310 hektar stort, på en höjd av 1 600 meter över havet  och gränsar till Monteverde molnskogsreservat samt ligger 7 kilometer från Santa Elenas centrum. Molnskogsreservatet kännetecknas av ständigt indrivande moln som ger skogen en kontinuerlig tillförsel och fukt. Fukten kommer från de varma karibiska vindarna som kondenserar över bergen.

## Historia
Ursprungligen skulle marken användas för jordbruksforskning och utbildning i Monteverde. Det hela slog inte väl ut och 1989 omvandlades marken till ett molnskogsreservat i samarbete mellan Santa Elena tekniska gymnasium (som hyr marken) och Youth Challenge International, en kanadensisk ideell organisation. Syftet med reservatet är att bevara molnskogen och att använda turismen för att gynna den lokala samhällsutvecklingen. Intäkterna går till att förvalta reservatet och till skolorna i Monteverde. Reservatet inviges den 1 mars 1992.

## Djurliv
I reservatet finns däggdjur som: kapucinapa, mantelvrålapa, jaguar, agutier och  tretåiga sengångare. Bland fåglarna så finner man tretömmad klockfågel, barhalsad parasollfågel, svaveltukan, långstjärtad manakin och praktquetzal.

## Växtliv
Santa Elena molnskogsreservat innehåller rikligt med vegetation. Konkurrensen om utrymmet är så intensiv att stammar och grenar och är nästan helt täckta med andra växter: epifyter, lavar, mossor med mera.

## Säsong
Reservatet är fuktigt och blåsigt året om, och årsnederbörden är 4 000 millimeter. Mellan december och april är det torrare.